# Knife Point Glacier
Der Knife Point Glacier ist ein Gletscher in der nördlichen Wind River Range im Westen des US-Bundesstaates Wyoming. Er liegt in einem Kar östlich der kontinentalen Wasserscheide unweit des Hauptkamms der Gebirgskette auf ca. 3500 m Höhe unterhalb des Jackson Peak im Westen sowie des Knife Point Mountain im Süden. Der Gletscher befindet sich innerhalb der Fitzpatrick Wilderness des Shoshone National Forest und liegt südöstlich des Bull Lake Glacier sowie östlich des Indian Pass. Die beiden Gletscher entwässern, wie auch die nördlich des Bull Lake Glacier gelegenen Gletscher Lower Fremont Glacier und Upper Fremont Glacier, über einen namenlosen Bach in den North Fork Bull Lake Creek und über den Bull Lake Creek in den Wind River. Zusammen mit einigen umliegenden Gletschern, die sich östlich und westlich des Hauptkamms der Wind River Range verteilen, bildet der Knife Point Glacier die größte Ansammlung von Gletschern in den US-amerikanischen Rocky Mountains.
Im Zuge des weltweiten Gletscherschwundes geht auch der Knife Point Glacier seit mehreren Jahrzehnten deutlich zurück. So verlor der Gletscher zwischen 1966 und 2012 ca. 46 % seiner Fläche, diese verringerte sich von 1,5 km² auf 0,8 km². Während der Gletscher im Jahr 1966 noch mit dem nordwestlich gelegenen Bull Lake Glacier verbunden war, hatte er sich bis 1994 von diesem getrennt. Satellitenbilder belegen, dass sich der Gletscher allein bis 2012 um 360 m zurückgezogen hat, zudem hat sich unterhalb des Gletschers ein kleiner Gletschersee gebildet. Bei Fortsetzung dieser Entwicklungen werden der Knife Point Glacier sowie zwei Drittel der Gletscher der Wind River Range innerhalb der nächsten Jahrzehnte vollständig verschwunden sein.
Zusammen mit anderen Gletschern in der Wind River Range hat der schnelle Rückzug des Knife Point Glacier seit dem Ende der Kleinen Eiszeit im Jahr 1850 die Überreste zahlreicher Exemplare der heute als ausgestorben geltenden Rocky-Mountain-Heuschrecke (Melanoplus spretus) freigelegt. In den Jahren 1987 und 1988 wurden konservierte Überreste der Heuschrecken aus dem Eis des Gletschers entnommen. Die Gletscher der Wind River Range beherbergen die weltweit größten Ansammlungen von konservierten Feldheuschrecken (Acrididae).

## Belege
1. ↑  Geonames. Abgerufen am 13. Januar 2024.
2. ↑  Knife Point Glacier | Natural Atlas. Abgerufen am 13. Januar 2024.
3. ↑  Mauri Pelto: Knife Point Glacier Retreat (Dissappearing), Wind River Range, Wyoming. In: From a Glacier's Perspective. 4. Oktober 2012, abgerufen am 13. Januar 2024 (amerikanisches Englisch).
4. ↑  Jeffrey A. Lockwood, Craig D. Thompson, Larry D. Debrey, Charles M. Love, Richard A. Nunamaker, Robert E. Pfadt: Preserved Grasshopper Fauna of Knife Point Glacier, Fremont County, Wyoming, U.S.A. Hrsg.: Arctic and Alpine Research. Vol. 23, No. 1, S. 108–114 (unl.edu).